# Беатрис Вермандоа
Беатрис Вермандоа (на френски: Béatrice de Vermandois; * ок. 880; † сл. 26 март 931) е съпруга на западнофранкския граф и маркграф Робер, крал на Франция (Робер I). Тя е прародтел на династията Капетинги.

## Биография
Дъщеря е на Херберт I († 6 ноември 900/907), граф на Соасон, първият наследствен граф на Вермандоа, и правнук на Карл Велики от Каролингите.
През 895 г. Беатрис се омъжва за Робер I († 923), маркграф на Неустрия, от 922 г. крал на Франция (Робертини). Тя има с него децата:
- Емма Френска, омъжва се 918 г. за Раул, херцог на Бургундия (крал на Франция)
- Хуго Велики, маркграф на Неустрия, баща на Хуго Капет, крал на Франция от 987.